# Heiliges Kreuz (Stromberg)

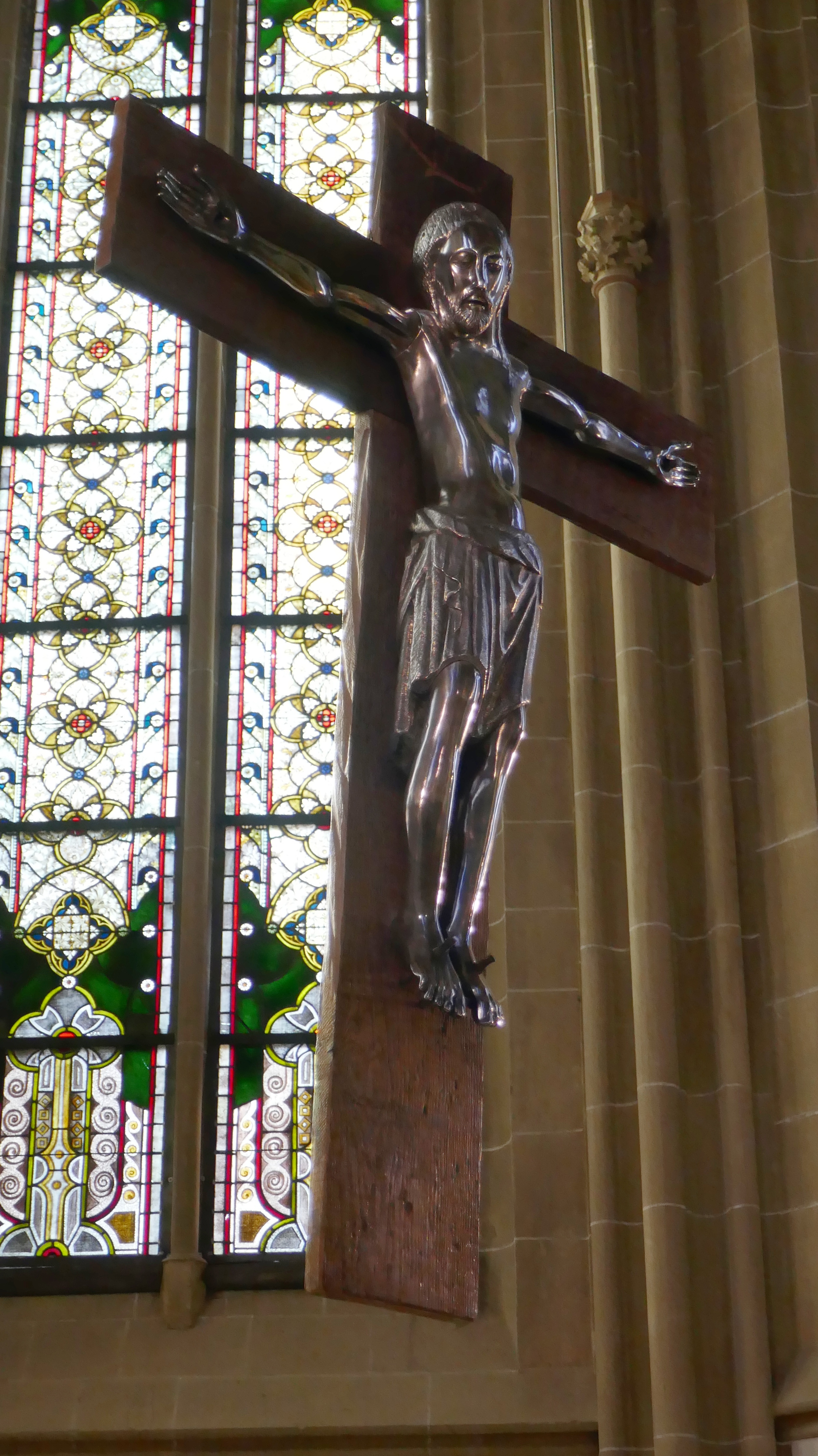
Heiliges Kreuz von Stromberg

Das Heilige Kreuz von Stromberg ist ein Gnadenbild des Bistums Münster in der Kreuzkirche von Stromberg.

## Beschreibung
Es ist ein romanisches Kreuz mit einem Holzkorpus, der in byzantinischem Stil gehalten ist. Das Kruzifix ist mit einem Silbermantel überzogen. Es gehört zu den ältesten Christusdarstellungen in Westfalen. Kunsthistoriker datieren die aus westfälischer Eiche geschnitzte Skulptur in die Zeit von 1080 bis 1100. In dem kleinen Medaillon auf der Brustseite des Kruzifixes befindet sich ein Kreuzpartikel.

## Geschichte
Im Jahr 1207 wurde das Heilige Kreuz zum ersten Mal urkundlich erwähnt, als es vom Stift Herzebrock dem Burggrafen von Stromberg Hermann I. (1177–1224) aus dem Geschlecht der Rüdenberger geschenkt worden war. Nachdem die erste Kapelle, in der das Kreuz aufgestellt worden ist, 1316 niedergebrannt war, das Heilige Kreuz jedoch, wie durch ein Wunder gerettet worden war, wurde die Kreuzkirche dem Gnadenbild errichtet. Aus den Votivgaben der Pilger der nun immer stärker einsetzenden Wallfahrten wurde der Silbermantel geschaffen. In der Gegenreformation wurde das Heilige Kreuz 1598 den Jesuiten anvertraut, was zur Folge hatte, dass bei der Supplicatio auf Sonntag nach Johannistag alljährlich 12000 bis 13000 Besucher, auch viele aus den benachbarten evangelischen Gebieten, zur Anbetung auf den Stromberg zogen. In den Jahren 1600, 1845 und 1877 wurde das Gnadenbild gestohlen, beschädigt oder zerstört. Aber es konnte immer aufgefunden und restauriert werden. Meist ging es den Räubern um den Silberüberzug. An der feierlichen Rückführung zum Fest der Kreuzerhöhung nach dem Raub von 1845 nahm am 14. September 1856 auch der Mainzer Bischof Wilhelm Emmanuel von Ketteler teil, der das Gnadenbild seit seiner ersten Kaplansstelle an St. Stephanus in Beckum kannte. Vom ursprünglichen Korpus ist noch der Torso (Kopf und Rumpf mit Lendenschurz) erhalten. Die Arme und Beine sind bei Restaurierungen ergänzt worden.

## Wallfahrt
Die Wallfahrten führen alljährlich rund 40.000 Pilger in die Stromberger Kreuzkirche. Nach alter Tradition beginnt die Hauptwallfahrtszeit nach Stromberg um den Johannistag. Auch die ersten beiden Sonntage im Juli sind besondere Wallfahrtstage. Der feierliche Abschluss ist am Fest Kreuzerhöhung.